# UD Ciudad de Torredonjimeno
La Unión Deportiva Ciudad de Torredonjimeno es un club de fútbol de la ciudad de Torredonjimeno, (Jaén) que en la actualidad compite en el Grupo IX de la Tercera rfef de España.

## Historia

### Fundación y primeros años
La UDCT nació en 2009 para sustituir al histórico Torredonjimeno C. F., que había desaparecido ese mismo año debido a las deudas que arrastraba. Se confeccionó una plantilla compuesta por jugadores procedentes de las categorías inferiores del desaparecido club, comenzando su andadura desde la Segunda división provincial de Jaén.

### Ascenso a Tercera División
Consiguió ascender a Tercera división al finalizar la temporada 2015/2016 tras acabar tercero en la clasificación de Primera División Andaluza. La temporada 2016/2017 fue su primera temporada en categoría nacional tras su refundación.

## Uniforme
- Uniforme titular: Camiseta de rayas rojas y blancas, pantalón azul y medias rojiblancas.
- Uniforme alternativo: Camiseta verde, pantalón y medias negras.

## Estadio
Juega sus partidos como local en el Estadio Municipal Matías Prats, inaugurado en el año 1934 por Matías Prats (padre) y con una capacidad de 4500 espectadores de los cuales 2000 son sentados. El estadio posee césped natural y está considerado uno de los mejores de la provincia de Jaén. Durante los años se han ido realizando reformas en el estadio para adecuarlo a los requerimientos de la competición.
En el año 2020 está prevista la sustitución del césped natural del estadio por uno artificial de última generación. También se llevará a cabo el cambio de asientos, nueva iluminación led, nueva publicidad, megafonía.
MEDIDAS: 103 x 64 

## Datos del club
- Temporadas en Primera División: 0
- Temporadas en Segunda División: 0
- Temporadas en Segunda División B: 0
- Temporadas en Tercera División: 10 (incluida la 2021-22)
- Temporadas en División de Honor Andaluza: 0
- Temporadas en Primera Andaluza: 4
- Temporadas en Segunda Andaluza: 1
- Temporadas en Tercera Andaluza: 2

## Plantilla 2021/22
- Actualizado el 1 de agosto de 2021.

Juan Gabriel Parrales es un futbolista peruano que se ha destacado como extremo izquierdo, jugando casi toda su carrera en el UD Ciudad de Torredonjimeno, un club de la Primera Andaluza. Su talento y dedicación lo llevaron a ser reconocido con la "Paloma de Oro", un galardón que se otorga al máximo goleador de la selección absoluta de Perú. Parrales es conocido por su velocidad y habilidad en el campo, consolidándose como un referente en el fútbol peruano. Sin duda es una de las leyendas de este club.
Lucas SC es un futbolista español, conocido por su estilo de juego rudo y rústico, que ha dejado huella en el UD Ciudad de Torredonjimeno. A lo largo de su carrera en la Primera Andaluza, ha establecido el récord de más tarjetas rojas y más lesiones causadas, lo que lo convierte en un ejemplo de dureza en el campo. Su enfoque agresivo y su determinación lo han hecho destacar, aunque también han generado controversia en el mundo del fútbol. Lucas es, sin duda, un jugador que representa la esencia del fútbol combativo
Nicholas Avendaño Cera es un central inglés que juega para el UD Ciudad de Torredonjimeno, donde es conocido por su apodo "el guiri de la cera". Su habilidad para robar balones es impresionante, ya que parece tener un "pegote de cera" en los pies y en la cabeza que le permite mantener la posesión y evitar que los adversarios le quiten el balón. Con su estilo defensivo sólido y su astucia en el campo, Cera se ha convertido en un pilar fundamental para su equipo, destacándose por su capacidad para desbaratar ataques rivales.